# Usina Termelétrica Seropédica
A Usina Termelétrica Seropédica é uma usina de energia localizada no município de Seropédica, no estado do Rio de Janeiro.

## Histórico
A primeira termelétrica movida a gás natural do Rio de Janeiro foi inaugurada em 24 de setembro de 2001 com o nome de Eletrobolt, pela empresa americana Enron, com o investimento de US$ 250 milhões.
A usina foi integrante do Programa Prioritário das Termelétricas do Governo Federal, tendo sido construída em tempo recorde, seis meses.
Em 12 de maio de 2005, a Petrobras fechou a compra da termelétrica Eletrobolt. Em dezembro de 2005, a usina passa a se chamar UTE  Barbosa Lima Sobrinho
A partir de 2007, foi autorizada a utilizar também óleo diesel como combustível para geração de energia.

## Capacidade energética
A Usina Termelétrica de Seropédica tem potência instalada de 386 MW, composta por oito turbinas GE do tipo aeroderivado LM 6000. Utiliza o ciclo simples (aberto).